# Lago Fusaro
Der Lago Fusaro ist eine Lagune in der italienischen Region Kampanien. Sie liegt nordwestlich von Bacoli am westlichen Rand der Phlegräischen Felder. Die Lagune ist Teil des 1,92 km² großen NATURA 2000 Naturschutzgebietes Lago del Fusaro.

## Geographie
Nur ein schmaler Küstenstreifen trennt die halbkreisförmige Lagune vom Salzwasser des Tyrrhenischen Meeres. Da auch Süßwasser zufließt, ist er mit Brackwasser gefüllt und bildet insofern ein spezielles Biotop, wo beispielsweise die Grüne Samtschnecke vorkommt. Er ist vulkanischen Ursprungs.  Der See wurde unter anderem zur Austernzucht genutzt.

## Geschichte

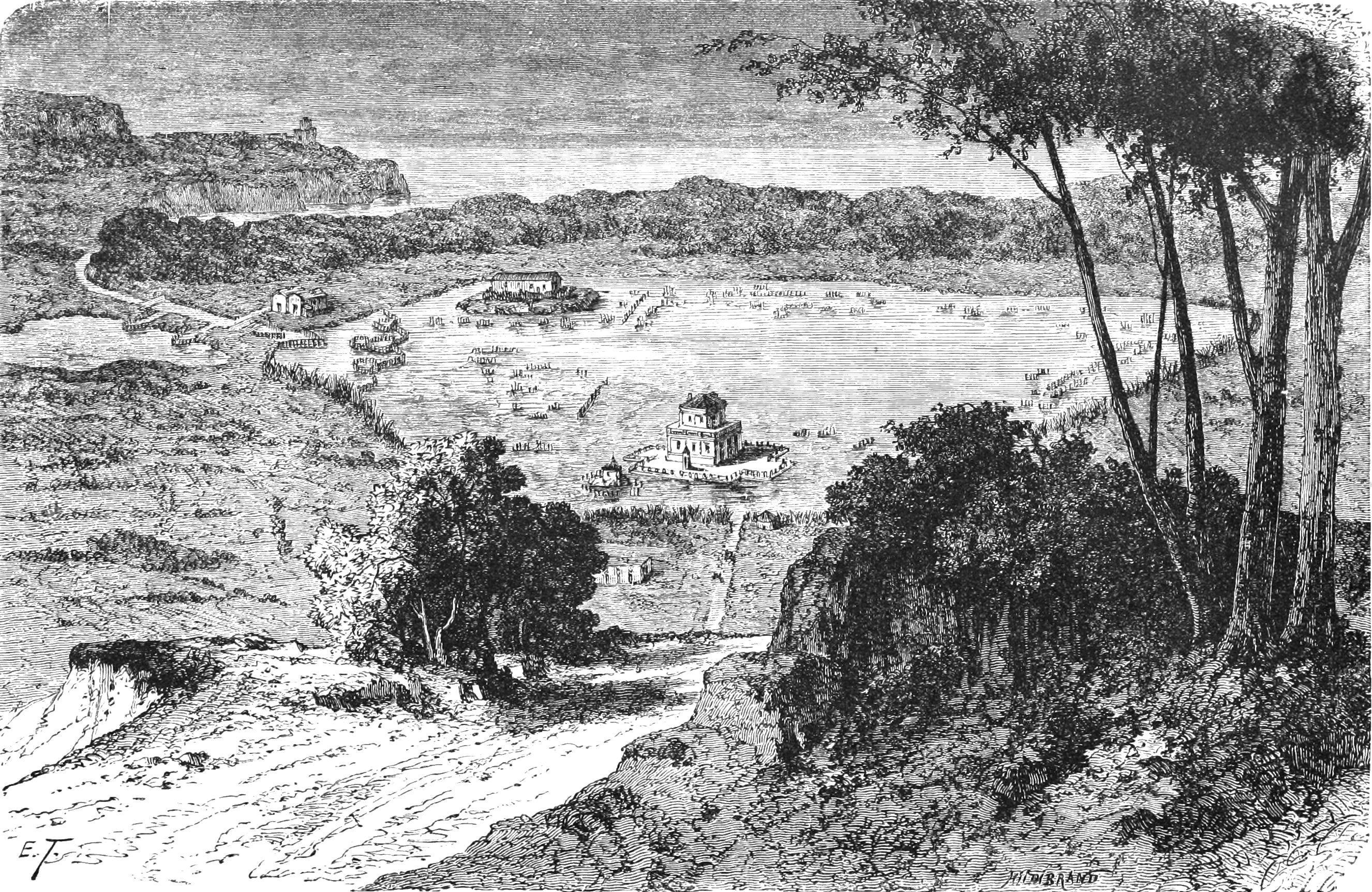
Zeichnung, 1874/75, unbek. Maler

1782 baute Carlo Vanvitelli, Sohn von Luigi Vanvitelli, auf einer kleinen künstlichen Insel für Ferdinand I. an dessen Landsitz einen Jagdpavillon (it.: „casino da caccia“). Jakob Philipp Hackert malte im Folgejahr für den König vor Ort ein Bild namens „Jagd auf dem Fusaro-See“ und wurde dabei von Joseph II. und Johann Wolfgang von Goethe besucht. Das Werk wurde 1799 von Lazzaroni gestohlen; nur die Skizzen blieben erhalten, sie bekam Albert Kasimir von Sachsen-Teschen.
In antiken Schriften wurde der See als „Acherusia lacus“ oder „Acherusia palus“ bezeichnet. Von einem in der Antike angelegten Kanal ist noch Opus reticulatum erhalten. Benachbart finden sich mit Baiae und Cumae antike Stätten. 
Lina Wertmüller drehte hier 1999 den Film „Ferdinando e Carolina“.